# Блоне (гміна Ленчиця)
Блоне (пол. Błonie) — село в Польщі, у гміні Ленчиця Ленчицького повіту Лодзинського воєводства.
Населення — 677 осіб (2011).
У 1975-1998 роках село належало до Плоцького воєводства.

## Демографія
Демографічна структура станом на 31 березня 2011 року:
|          | Загалом | Допрацездатний вік | Працездатний вік | Постпрацездатний вік |
| -------- | ------- | ------------------ | ---------------- | -------------------- |
| Чоловіки | 339     | 76                 | 215              | 48                   |
| Жінки    | 338     | 63                 | 183              | 92                   |
| Разом    | 677     | 139                | 398              | 140                  |